# Manfred Reinholtz
Manfred Reinholtz (* 1. Januar 1958 in Elliot Lake, Ontario; † 26. September 2020 in Tofte, Minnesota) war ein deutsch-kanadischer Eishockeyspieler, der unter anderem für den ECD Iserlohn und Schwenninger ERC in der Bundesliga aktiv war.

## Karriere
Manfred Reinholtz wuchs in Sault Ste. Marie und Heyden auf, wo er auch mit dem Eishockeyspielen begann. Im Nachwuchsbereich spielte er unter anderem bei den Soo Thunderbirds. Im Jahr 1979 kam er dann erstmals nach Deutschland, wo er als Deutschkanadier keine Ausländerlizenz belegte. Er spielte für den ECD Iserlohn und Schwenninger ERC in der Bundesliga, für den RSC Bremerhaven und ESC Wolfsburg in der 2. Bundesliga, für den SV Bayreuth in der Oberliga sowie für den ESC Wernau in der Regionalliga. Nach seiner Rückkehr nach Kanada spielte er im Altherren-Bereich weiter Eishockey und trainierte Nachwuchsteams, bis er im September 2020 bei einem Angelausflug auf dem Sawbill Lake starb.

## Karrierestatistik
(Legende zur Spielerstatistik: Sp oder GP = absolvierte Spiele; T oder G = erzielte Tore; V oder A = erzielte Assists; Pkt oder Pts = erzielte Scorerpunkte; SM oder PIM = erhaltene Strafminuten; +/− = Plus/Minus-Bilanz; PP = erzielte Überzahltore; SH = erzielte Unterzahltore; GW = erzielte Siegtore; 1 Play-downs/Relegation; Kursiv: Statistik nicht vollständig)